# Jim Parrack
Jim Parrack, né le 8 février 1981 à Allen, au Texas est un acteur, producteur, réalisateur et scénariste américain. 
Il est surtout connu pour le rôle de Hoyt Fortenberry qu'il tient de 2008 à 2014 dans la série télévisée True Blood et pour Judson « Judd » Ryder qu'il tient depuis 2020 dans la série télévisée 9-1-1: Lone Star.

## Biographie
Jim Parrack a grandi à Allen, une petite ville du Texas. En 2001, il s'est installé à Los Angeles où il a intégré la Stella Adler Academy pour apprendre le métier d'acteur, avant de rejoindre la Playhouse West.
Il est président de 120 Productions Inc. 

### Vie privée
En 2008, il épouse Ciera Parrack mais il divorce en 2014, après six ans de mariage,. 
En 2014, il est en couple avec Leven Rambin. Le couple s'est marié le 10 octobre 2015 au Texas. Parmi les invités, l'acteur Scott Haze était le témoin de Jim Parrack tandis que Shia LaBeouf était son garçon d'honneur. Is se séparent en mars 2017 après deux ans de mariage. 
Il se remarie à Hayley Walters en 2022. 

## Carrière
Il a produit les films «Daisys» et «Post» en 2013, et a également écrit et réalisé ce dernier.  
De 2008 à 2014, il figure à l'affiche de la série True Blood dont il interprète l'un des rôles principaux aux côtés de nombreux acteurs comme Anna Paquin, Stephen Moyer, Sam Trammell, Ryan Kwanten, Alexander Skarsgård, Deborah Ann Woll, Joe Manganiello, Scott Foley et Christopher Meloni.
Le 12 mai 2019, il rejoint le casting principal de la série 9-1-1: Lone Star, le spin-off de la série 9-1-1 de Ryan Murphy et Brad Falchuk dans une version basée à Austin, Texas dans le rôle de Judson « Judd » Ryder aux côtés de Rob Lowe, Liv Tyler et Ronen Rubinstein. La série est diffusée depuis le 19 janvier 2020 sur le réseau Fox.

## Filmographie

### Cinéma

#### Longs métrages
- 2006 : Annapolis de Justin Lin : AJ
- 2007 : Finishing the Game : The Search for a New Bruce Lee (en) de Justin Lin : Jerry
- 2011 : World Invasion : Battle Los Angeles de Jonathan Liebesman : Peter Kerns
- 2011 : Sal de James Franco : Keir Dullea
- 2011 : Post de lui-même : Jim
- 2013 : Child of God de James Franco : Député Cotton
- 2013 : Tandis que j'agonise (As I Lay Dying) de James Franco : Cash
- 2013 : Isolated de Justin Le Pera : L'ambassadeur de la paix
- 2013 : A Night in Old Mexico d'Emilio Aragón (en) : Moon
- 2013 : Daisy's de Ciera Danielle : Le fils
- 2014 : The Sound and the Fury de James Franco : Herbert Ames
- 2014 : Fury de David Ayer : Sergent Binkowski
- 2015 : Wild Horses de Robert Duvall : Député Rogers
- 2015 : The Heyday of the Insensitive Bastards (en) de Mark Columbus : Paul
- 2015 : Beyond Lies de Pamela Romanowsky : Roger
- 2016 : Suicide Squad de David Ayer : Jonny Frost / Pseudo Joker
- 2016 : Priceless (en) de Ben Smallbone : Garo
- 2017 : The Labyrinth de John Berardo : Malvo
- 2017 : Trouble (en) de Theresa Rebeck (en) : Curt
- 2017 : Lost Child (en) de Ramaa Mosley (en) : Mike Rivers
- 2018 : Last Supper de David Wexler (en) : McCarthy
- 2019 : Buck Run de Nick Frangione : Jim Daniels
- 2019 : God Send de Levi Holiman : Alex James
- 2019 : Silo (en) de Marshall Burnette : Junior
- 2020 : The Dark End of the Street de Kevin Tran : Richard
- 2021 : Fast and Furious 9 de Justin Lin : Kenny Linder

#### Courts métrages
- 2011 : Simone de Wolfgang Bodison (en) : Danny Wilard
- 2012 : Courage to Create de Nicholas Acosta : Edward
- 2012 : Hi My Name Is Max de Patrick Bautista : Trever
- 2012 : The Audition de Natasha Hall et Jesse Kove : Danny
- 2013 : Up the Valley and Beyond de Todd Rosken : Russ Meyer
- 2013 : Filandra de Marlene Mc'Cohen : James Chafitz
- 2014 : Riddance de Nicholas Acosta : Dean
- 2015 : The Question de JR Carter : Adam
- 2015 : Suburban Memoir de Zane J.S. Johnson et Mark Anthony Marez : Mr Wardie
- 2016 : Sleeping Dogs d'Eric Lommel et Adam Lowder : Détective Douglas
- 2016 : Red de Tony Savant : Chet Archie
- 2019 : Not Today de Tim Viola : Le passager

### Télévision

#### Séries télévisées
- 2006 : Monk : Roger Zisk
- 2006 : Urgences (ER) : Phil
- 2006 : Standoff : Les Négociateurs (Standoff) : Sam Ellis
- 2006 : Les Experts (CSI : Crime Scene Investigation) : Sergent Jack Day
- 2006 : Grey's Anatomy : Ted Carr
- 2006 : Close to Home : Juste Cause (Close to Home) : Joe Nelson
- 2007 : NCIS : Enquêtes spéciales (NCIS) : Nick Hurley
- 2007 : Raines : Député Mark Jessup
- 2007 : Esprits criminels (Criminal Minds) : Paul Mulford
- 2008 - 2014 : True Blood : Hoyt Fortenberry
- 2009 : Supernatural : Nick Munroe
- 2012 : Alcatraz : Guy Hastings
- 2015 : Resurrection : Pasteur James
- 2017 : Blacklist : Redemption (The Blacklist : Redemption) : Aldon Braddock
- 2018 : The Deuce : Russell
- 2018 : Escape at Dannemora : Kevin Tarsia
- 2019 : Two Sentence Horror Stories (en) : Ken
- 2020 - 2025 : 9-1-1: Lone Star : Judd Ryder
- 2025 : Tracker : Ben Kinderson (saison 2, épisode 10)

## Récompenses et nominations

### Récompenses
- 2009 : Satellite Awards de la meilleure distribution pour True Blood
- 2016 : Playhouse West Film Festival - Philadelphia : Grand prix du jury : Meilleur acteur dans un second rôle dans un court métrage pour Red
- 2016 : Playhouse West Film Festival - Philadelphia : Prix du public : Meilleur acteur dans un second rôle dans un court métrage dramatique pour Red
- 2017 : Playhouse West Film Festival - Los Angeles : Grand prix du jury : Meilleur acteur dans un second rôle dans un court métrage pour Red
- 2017 : World Music and Independent Film Festival : Meilleur acteur dans un court métrage pour Red

### Nominations
- 2010 : Screen Actors Guild Award de la meilleure distribution pour une série télévisée dramatique pour True Blood
- 2012 : Playhouse West Film Festival - Los Angeles : Grand prix du jury : Meilleur acteur dans un second rôle dans un court métrage pour Hi My Name Is Max